# Rugapedia
Rugapedia là một chi ốc có mài nhỏ, là động vật thân mềm chân bụng sống ở biển trong họ Assimineidae.

## Các loài
Các loài trong chi Rugapedia gồm có:
- Rugapedia androgyna Fukuda & Ponder, 2004[2]